# Dallara F190
O  F190 foi o modelo da Dallara na temporada de 1990 da Fórmula 1. Condutores: Emanuele Pirro, Andrea de Cesaris e Gianni Morbidelli.

## Resultados[2]
(legenda)
| Ano  | Chassi | Motor                | Pneus | Nº | Pilotos           | 1   | 2   | 3   | 4   | 5   | 6   | 7   | 8   | 9   | 10  | 11  | 12  | 13  | 14  | 15  | 16  | Pontos | Posição  |  |
| ---- | ------ | -------------------- | ----- | -- | ----------------- | --- | --- | --- | --- | --- | --- | --- | --- | --- | --- | --- | --- | --- | --- | --- | --- | ------ | -------- |  |
|      |        |                      |       |    |                   |     |     |     |     |     |     |     |     |     |     |     |     |     |     |     |     |        |          |  |
|      |        |                      |       |    |                   | USA | BRA | SMR | MON | CAN | MEX | FRA | GBR | GER | HUN | BEL | ITA | POR | ESP | JAP | AUS |        |          |  |
| 1990 | 190    | Ford Cosworth DFR V8 | P     | 21 | Gianni Morbidelli | NQ  | 14  |     |     |     |     |     |     |     |     |     |     |     |     |     |     | 0      | NC (15º) |  |
| 1990 | 190    | Ford Cosworth DFR V8 | P     | 21 | Emanuele Pirro    |     |     | Ret | Ret | Ret | Ret | Ret | 11  | Ret | 10  | Ret | Ret | 15  | Ret | Ret | Ret | 0      | NC (15º) |  |
| 1990 | 190    | Ford Cosworth DFR V8 | P     | 22 | Andrea de Cesaris | Ret | Ret | Ret | Ret | Ret | 13  | DSQ | Ret | NQ  | Ret | Ret | 10  | Ret | Ret | Ret | Ret | 0      | NC (15º) |  |